# Embedded GLIBC
嵌入式GNU C函式庫（Embedded GLIBC，縮寫為 EGLIBC），一種C標準函式庫，是GNU C 函式庫（glibc）的一個分支。它是自由軟體，採用GNU較寬鬆公共許可證（LGPL）發行。它希望能應用於嵌入式系統，但它的原始碼與執行檔仍然保持與glibc一致。它的作者宣稱它不是glibc的一個分支，而是用來容納glibc核心開發者拒絕採納的patch。
2009年5月6日，因為與glibc核心開發者之間對程式發展方向的爭議，Debian開發者宣布將要採用EGLIBC來取代glibc。Ubuntu自9.10後也採用了EGLIBC，Ark Linux也使用它。
2014年初，官網上宣布，eglibc已經停止開發，因為現在的目標是在glibc上直接解決問題（goals are now being addressed directly in GLIBC）。Debian開發者也回復到使用glibc 。

## 外部連結
- eglibc官網（页面存档备份，存于）